# Катастрофа DC-8 под Ранчо-Кордова
Катастрофа DC-8 под Ранчо-Кордова — авиационная катастрофа, произошедшая в среду 16 февраля 2000 года. Грузовой самолёт Douglas DC-8-71F авиакомпании Emery Worldwide выполнял плановый внутренний рейс EB17 по маршруту Рино—Ранчо-Кордова—Дейтон, но через 2 минуты и 45 секунд после вылета из Ранчо-Кордовы потерял управление и рухнул на свалку заброшенных автомобилей в 2,4 километрах от аэропорта Ранчо-Кордовы. Погибли все находившиеся на его борту 3 члена экипажа.

## Самолёт
Douglas DC-8-71 (регистрационный номер N8079U, заводской 45947, серийный 341) был выпущен в 1968 году (первый полёт совершил 29 февраля). Изначально был оснащён четырьмя турбовентиляторными двигателями Pratt & Whitney JT3D, но в июле 1983 года был модернизирован и оснащён турбовентиляторными двигателями CFM International CFM56-2C1. 21 марта 1968 года был передан авиакомпании United Airlines, во флоте которой летал 22,5 года.
20 сентября 1990 года был взят в лизинг авиакомпанией Líneas Aéreas Paraguayas (LAP), от которой 31 марта 1994 года был взят в лизинг авиакомпанией Emery Worldwide; в ней он был переделан из пассажирского в грузовой (DC-8-71F), а в апреле 1998 года был полностью выкуплен у LAP. На день катастрофы 31-летний авиалайнер совершил 33 395 циклов «взлёт-посадка» и налетал 84 447 часов.

## Экипаж
Состав экипажа рейса EB17 был таким:
- Командир воздушного судна (КВС) — 43-летний Кевин Стейблс (англ. Kevin Stables). Очень опытный пилот, проработал в авиакомпании Emery Worldwide 5 лет и 3 месяца (с 19 октября 1994 года). Налетал 13 329 часов, 2128 из них на Douglas DC-8.
- Второй пилот — 35-летний Джордж Ланд (англ. George Land). Опытный пилот, проработал в авиакомпании Emery Worldwide 3 года и 5 месяцев (с 15 сентября 1996 года). Налетал 4511 часов, свыше 2080 из них на Douglas DC-8.
- Бортинженер — 38-летний Рассел Хикс (англ. Russell Hicks). Проработал в авиакомпании Emery Worldwide 1 год и 5 месяцев (с 15 сентября 1998 года). Налетал 9775 часов, 675 из них на Douglas DC-8.

## Катастрофа
В день крушения Эмери управлял аварийным самолётом на двух грузовых участках полета перед аварийным полетом. Первым был рейс 18 из Дейтона (Огайо) в Рино (Невада), который прибыл в Рино около 16:42, а вторым сегментом полета был первый этап рейса 17 из Рино в Мэзер. Рейс 17 Эмери вылетел из Рино в Мэзероколо 17:55. Командир аварии находился на борту самолёта на обоих предыдущих этапах полета. Он ехал на откидном сиденье, когда летел из Дейтона в Рино, чтобы начать свой день в Рино, и был капитаном рейса из Рино в Мэзер.
Согласно интервью после происшествия и отчетам компании, самолёт прибыл в MHR около 18:15 и достиг грузовой рампы MHR около 18:32. Записи показывают, что погрузочно-разгрузочный персонал выгрузил поступающий груз из основного и нижнего грузовых отсеков, а затем погрузил исходящий груз, что завершилось около 19:30.
Послеаварийные интервью показали, что пока работал грузовой персонал, бортинженер аварийного рейса провел предполетный осмотр внешнего вида самолёта. Кроме того, за это время механики Emery и подрядной компании по техническому обслуживанию выполнили плановые профилактические осмотры и сервисные работы (например, заправку двигателей маслом, проверку шин и тормозов, а также дозаправку). Хотя расследование выявило наличие незначительных несоответствий в техническом обслуживании (например, неработающая индикация топливного клапана и неисправность навигационного света), ни бортинженер, ни механики не сообщили о каких-либо существенных аномалиях самолёта во время предполетных проверок. Кроме того, диктофон в кабине не записал ни одного обсуждения аномалий самолёта, пока самолёт находился на земле в Мэзер.
Согласно записям речевого самописца и интервью после аварии руководитель погрузки предоставил окончательную информацию о планировании загрузки летному экипажу, происшедшему после аварии, после загрузки исходящего груза. Согласно процедурам Эмери, пилоты должны были просмотреть эту информацию и использовать её для расчета веса и центра тяжести самолёта (cg) для аварийного полета. Опросы после происшествия показали, что руководитель погрузки груза получил копию подписанного листа планирования загрузки и заполненную форму веса и балансировки от пилотов непосредственно перед тем, как двери самолёта были закрыты для вылета; не было никаких аномалий или нарушений в оформлении документов или процедурах. Интервью после происшествия с руководителем погрузки груза, планировщиком погрузки и грузчиками, работавшими на самолёте, на котором произошел несчастный случай, показали, что процесс разгрузки/погрузки в ночь происшествия был обычным и что нагрузка на самолёт была меньше, чем обычно.
Примерно в 19:27:25 второй пилот (кто будет управлять самолётом) провел инструктаж по взлету, в частности, заявив: Нам разрешена высота до [3000 футов]… Стандартные процедуры Эмери, если есть проблема, мы вернемся сюда и приземлимся на [взлетно-посадочной полосе 22L]. Командир ответил: Звучит хорошо. Около 19:32:32 бортинженер подтвердил, что грузовые двери самолёта закрыты, и около 19:32:36 летный экипаж приступил к предстартовой проверке. Примерно в 19:39:19 бортинженер сообщил наземному персоналу: У нас есть четыре хороших [запуска двигателей], можно идти вперед и тянуть [вспомогательный] воздух и мощность.
Летный экипаж начал проверки после запуска и перед рулением примерно в 19:40:00 и примерно в 19:40:39 сообщил персоналу местного аэропорта, что рейс 17 Эмери выруливает из юго-западной грузовой зоны на взлетно-посадочную полосу 22L. Когда пилоты вырулили самолёт на взлетно-посадочную полосу, командир приказал выставить закрылки на 15 градусов и провести проверку управления полетом. Второй пилот заявил: Элероны влево… в центр… вправо… в центр, а командир заявил: Рули направления готовы… левый руль направления… центр… правый руль направления… центр. Примерно в 19:42:27 командир заявил: Рельс по высоте вперед… приближается назад, и второй пилот ответил: Проверка EPI (индикатора положения руля высоты).
В 19:42:31 экипаж приступил к рулению. В 19:42:43 бортинженер заявил: контроль, ЭПИ, второй пилот ответил: проверено; и бортинженер повторил: проверил. Данные параметрического самописца показывают, что во время проверки управления рулем высоты колонка управления аварийным самолётом переместилась с 10,8° вперед от вертикального положения до 17,3° вперед от вертикали. За это время было зафиксировано перемещение поверхностей руля высоты от 16,6° задней кромки вверх (TEU) до 2,8° ДФЭ. Во время этой проверки руля высоты не было зафиксировано отклонение задней кромки вниз (TED). Около 19:43:23 бортинженер сообщил, что контрольный список руления завершен.
В 19:46:58 второй пилот связался с радиолокационной службой захода на посадку терминала Сакраменто (TRACON), сообщив авиадиспетчерам, что рейс 17 Эмери был номером один для взлета, и запросил разрешение на полет по ППП для полета в Дейтон. В 19:47:14 диспетчеры Сакраменто TRACON заявили: Эмери [17…], Сакраменто… вас отпустили к вылету, доложите о взлете. Второй пилот ответил: …мы вызовем вас в воздух.
Между 19:47:28 и 19:48:10 пилоты выполнили контрольный список перед взлетом, в ходе которого они сообщили местному перевозчику аэропорта, что они будут взлетать с взлетно-посадочной полосы 22L с вылетом налево по ветру. Примерно в 19:48:15 Регистратор зафиксировал звук, похожий на нарастающий шум двигателя. Примерно в 19:48:44 командир заявил: «Скорость жива», а второй пилот ответил: Здесь жив. Согласно параметрическим данным, при разгоне самолёта примерно до 60 узлов штурвал двигался вперед примерно с 13,7° вперед от вертикали, а руль высоты находился примерно на 6,4° TEU. В 19:48:50 командир заявил: Восемьдесят узлов, а второй пилот ответил: Восемьдесят узлов… проверка лифта. Параметрические данные показывают, что во время этой проверки руля высоты (которая произошла между 19:48:48 и 19:48:53) положение рулевой колонки и руля высоты переместилось примерно с 14,4° вперед от вертикали и 5,4° TEU соответственно до примерно 19,0° вперед от вертикали, и 2,2° TEU затем вернулись к своим предыдущим значениям. Также за это время угол тангажа самолёта изменился примерно с 0,2° нос самолёта вверх (ANU) до 0,6° нос самолёта вниз (AND), а затем обратно до 0,2° ANU.
Пока разбег продолжался, командир заявил: V один в 19:49:02 и: Подъём в 19:49:06. Информация параметрического самописца подтвердила, что угол тангажа самолёта изменился с 0,2° ANU примерно в 19:49:02 до 5,3° ANU в 19:49:08; шаг продолжал увеличиваться, несмотря на движение колонки управления вперед. Параметрические данные показали, что за это время положение колонки управления сместилось вперед (с 14,5° вперед от вертикали до 17,4° вперед от вертикали), а отклонение TEU рулей высоты увеличилось примерно с 5,5° до 8,6° TEU. Примерно в 19:49:08 самописец начал записывать звук, похожий на сигнал тревоги о балансировке стабилизатора самолёта в движении, который продолжал звучать, пока командир говорил: следи за хвостом, около 19:49:09. (Этот звук периодически записывался диктофоном до 19:49:14.) Между 19:49:08 и 19:49:15 скорость тангажа самолёта увеличилась примерно до 2° в секунду.
К 19:49:12 тангаж самолёта увеличился до 11,7° ANU, а рулевая колонка и рули высоты переместились на 15,7° вперёд от вертикали и 15,3° TEU соответственно. Примерно в 19:49:13 командир заявил: V два, затем: Устойчивый набор, секундой позже; Данные параметрического самописца показывают, что высота самолёта в это время увеличивалась. К 19:49:15 тангаж самолёта увеличился до 18,3° ANU, а положение колонки управления находилось на 16,2° вперед от вертикали. Примерно в 19:49:16 второй пилот заявил: Я поправлю, спросил командир: Парируешь?, и второй пилот ответил: Ага.
Параметрические данные показали, что почти сразу после того, как аварийный самолёт оторвался от взлетно-посадочной полосы (начиная примерно с 19:49:12), он вошел в левый поворот, крутизна которого составила примерно 35° в течение примерно 10 секунд. Между 19:49:12 и 19:49:15 положение колонки управления переместилось вперед с 15,7° до 16,2° вперед от вертикали, а отклонение руля высоты уменьшилось, переместившись примерно с 15,7° TEU до 9,0° TEU. В 19:49:19 второй пилот заявил: Всё нормально, выводим… центровка запредельная.
В 19:49:25, примерно через шесть секунд после того, как второй пилот объявил, что они вернутся в аэропорт, бортинженер спросил: Вы хотите режим двигателей уменьшить? Две секунды спустя диктофон записал звук, похожий на уменьшающийся шум двигателя, за которым последовал звук, похожий на звук встряхивателя самолёта. Примерно в 19:49:30 второй пилот заявил: Вот …, а командир заявил: Надвигайтесь вперед. В 19:49:36 командир сообщил Сакраменто ТРАКОН, что на рейсе произошла чрезвычайная ситуация. За это время (между 19:49:30 и 19:49:40) параметрический самописец зафиксировал следующее: высота самолёта увеличилась до 1037 футов среднего уровня моря (над уровнем моря), затем начала снижаться; левый крен самолёта уменьшился с более чем 30° примерно до 13°, затем увеличился до 25°, затем уменьшился примерно до 12°; положение колонки управления варьировалось от 17° вперед от вертикали до 19,5° вперед от вертикали; 18, а отклонения поверхности руля высоты уменьшились примерно с 12° TEU до примерно 5° TEU, а затем увеличились примерно до 7,5°-8,5° TEU.
В 19:49:40 второй пилот заявил: Ты управляешь креном. Я толкаю, в то время как Сакраменто TRACON попросил пилотов рейса 17 Эмери повторить свое радиосообщение. В 19:49:44 командир вновь сообщил диспетчерам TRACON, что в полете произошла чрезвычайная ситуация.
Также в 19:49:44 бортинженер заявил: Мы идём вниз. Мы падаем, ребята. Две секунды спустя диктофон записал звук, похожий на повышенный шум двигателя, за которым почти сразу же последовал звуковой сигнал системы предупреждения о приближении к земле (GPWS) «WHOOP! WHOOP! PULL UP!» и второй пилот потребовал Режим. По параметрическим данным, в это время самолёт снижался на высоте 679 футов над уровнем моря при крутизне левого берега около 11°. Зарегистрированное положение колонки управления составляло примерно 14° вперед от вертикали, а отклонение поверхности руля высоты составило около 10° TEU. Данные FDR показали, что самолёт продолжал снижаться примерно до 19:49:50, когда он достиг высоты около 601 фута над уровнем моря и снова начал набирать высоту. Примерно в 19:49:52, когда самолёт преодолел высоту 625 футов над уровнем моря, звуковой сигнал GPWS прекратился, и командир произнес: Хорошо, хорошо… хорошо. Примерно в 19:49:54, когда самолёт преодолел высоту 673 фута над уровнем моря, второй пилот сказал: От себя, а бортинженер сказал: Хорошо так… мы снова в набор.
По мере увеличения высоты самолёта (после 19:40:50) увеличивался и его левый крен, достигнув примерно 45° между 19:49:55 и 19:49:56, а затем начал уменьшаться. Примерно в 19:49:57 бортинженер заявил: Вот так, затем командир произнес: Выводим, после чего неизвестный член экипажа произнес: Выводим, и послышался напряженный выдох.
В 19:50:04 самолёт находился на левом берегу под углом около 33° на высоте 901 фут над уровнем моря. Примерно в это же время командир сообщил Sacramento TRACON: у Эмери [17] проблема с запредельной центровкой. Данные параметрического самописца показали, что самолёт продолжал набирать высоту, а его крен продолжал уменьшаться в течение следующих 6-7 секунд. Примерно в 19:50:10, когда самолёт выкатился из левого берега по курсу около 022 на высоте 947 футов над уровнем моря, диктофон зафиксировал звук ещё одного напряженного выдоха. Примерно в 19:50:11 бортинженер заявил: Все, что могу, ребята?, а командир заявил: Выводи вправо. В 19:50:12 второй пилот заявил: Хорошо… толкай.
В течение следующих 4 секунд самолёт продолжал лететь по курсу на север-северо-восток, примерно параллельно взлетно-посадочной полосе на высоте около 1000 футов над уровнем моря. Примерно в 19:50:16 член экипажа сказал: Толкай вперёд, а затем второй пилот сказал: Ай-й-й…. В течение следующих 10 секунд самолёт накренился вправо в восточно-северо-восточном направлении, затем набрал высоту, достигнув высоты 1087 футов над уровнем моря (максимальная высота, полученная во время аварийного полета) примерно в 19:50:18, прежде чем он снова начал снижаться. В 19:50:26, когда правый крен и высота самолёта уменьшались, бортинженер спросил: У вас триммер упёрся в максимум? В 19:50:28 первый офицер заявил: Режим.; бортинженер спросил: Больше? и в 19:50:29 второй пилот сказал: Да. В 19:50:29 примерно до 19:50:35, когда правый крен самолёта снизился, снова прозвучал звуковой сигнал GPWS. Примерно в 19:50:32, когда сигнал тревоги GPWS продолжал звучать, второй пилот заявил: Нам нужно быстро приземлиться. Между 19:50:33 и 19:50:34 самолёт перешел с правого берега на левый.
Примерно в 19:50:37 второй пилот заявил: Я пытаюсь совместить положение самолёта, согласно текущей установке руля высоты. Поэтому и даю крен. Пока второй пилот говорил, самолёт продолжил разворот налево в сторону аэропорта; левый крен самолёта стал круче примерно до 30°, а курс изменился с примерно 071 на примерно 047. Примерно в 19:50:45 командир ответил: Хорошо… левый разворот, а примерно в 19:50:46 второй пилот добавил: Итак, нам придётся садиться как бы с креном в развороте. Когда самолёт развернулся по курсу около 035, командир заявил: Разворачивайте его. Примерно в 19:50:48 диктофон зафиксировал звук, похожий на звук срабатывания шейкера самолёта; Примерно через 1 секунду командир повторил: Заводи его на посадку.
Стенограмма диктофона показала, что звуки «хрюканье» и «шорох» были записаны примерно в 19:50:51, когда самолёт снизился на высоту 774 фута и развернулся по курсу около 016. Около 19:50:54 второй пилот спросил: Ты видишь аэропорт? В 19:50:56, когда самолёт развернул самолёт в северном направлении, командир снова заявил: Заводи его. В 19:51 первый офицер запросил дополнительную мощность; Через 2 секунды снова кратковременно прозвучал звуковой сигнал GPWS.
В 19:51:03 самолёт находился на высоте 430 футов над уровнем моря при угле левого берега примерно 24 градуса, проходя курс около 325 градусов. Две секунды спустя самолёт находился на высоте 423 фута над уровнем моря при левом берегу примерно 28 градусов, проходя через курс около 312. В 19:51:07 самолёт находился на высоте 224 фута над уровнем моря, разворачиваясь налево по курсу около 308. Кроме того, в 19:51:07 второй пилот заявил: Режим… а-а-а… Через секунду, в 19:51:08, диктофон зафиксировал звук, похожий на удар. Параметрическая запись аварийного самолёта прекратилась примерно в 19:51:08, а диктофон прекратил запись в 19:51:09; прекращение было связано с потерей электроэнергии в результате удара.
Самолёт врезался в землю, наклонив левое крыло и слегка задрав нос, на складе утилизируемых автомобилей, примерно в 1 миле к востоку от взлетно-посадочной полосы. При ударе о землю самолёт полностью разрушился и сгорел, все 3 пилота на его борту погибли.

## Расшифровка переговоров
Сокращения:
- КВС: Командир воздушного судна — Кевин Стейблс
- 2П: Второй пилот — Джордж Ланд
- БИ: Бортинженер — Рассел Хикс
- ДИ: Диспетчер
- Э: Кто-то из экипажа
- Внешняя связь: переговоры с диспетчером
- (нрзб) — неразборчиво
- (ругань) — ненормативная лексика (удалена)

| Время    |                                                                | Оригинал | Перевод                                                                                              |
| -------- | -------------------------------------------------------------- | --- | --- |
| 19:48:44 | КВС                                                            | Airspeed's alive.                                                                                              | Скорость растёт.                                                                                     |
| 19:48:44 | 2П                                                             | Alive here. | Растёт. Подтверждаю.                                                                                 |
| 19:48:50 | КВС                                                            | Eighty knots.                                                                                                  | Восемьдесят узлов.                                                                                   |
| 19:48:51 | 2П                                                             | Eighty knots.                                                                                                  | Восемьдесят узлов.                                                                                   |
| 19:48:53 | 2П                                                             | …elevator checks.                                                                                              | …проверка РВ.                                                                                        |
| 19:49:02 | КВС                                                            | V one. | V один.                                                                                              |
| 19:49:06 | КВС                                                            | Rotate. | Подъём.                                                                                              |
| 19:49:08 | КВС                                                            | … (go). | (нрзб) (идти).                                                                                       |
| 19:49:09 | КВС                                                            | …watch the tail.                                                                                               | …следи за хвостом.                                                                                   |
| 19:49:13 | КВС                                                            | V two. | V два.                                                                                               |
| 19:49:14 | КВС                                                            | Positive rate.                                                                                                 | Устойчивый набор.                                                                                    |
| 19:49:16 | 2П                                                             | I got it. | Я поправлю.                                                                                          |
| 19:49:17 | КВС                                                            | You got it? | Парируешь?                                                                                           |
| 19:49:17 | 2П                                                             | Yep. | Ага.                                                                                                 |
| 19:49:18 | КВС                                                            | All right. | Хорошо.                                                                                              |
| 19:49:19 | 2П                                                             | We're going back.                                                                                              | Всё нормально, выводим.                                                                              |
| 19:49:20 | БИ                                                             | What the …? | Что за … (ругань)?                                                                                   |
| 19:49:20 | 2П                                                             | CG's waay out of limits.                                                                                       | Центровка запредельная.                                                                              |
| 19:49:25 | БИ                                                             | …. Do you want to pull the power back?                                                                         | (ругань). Вы хотите режим двигателей уменьшить?                                                      |
| 19:49:27 | Шум уменьшающейся мощности двигателей                          | Шум уменьшающейся мощности двигателей                                                                          | Шум уменьшающейся мощности двигателей                                                                |
| 19:49:29 | Звук тряски штурвала                                           | Звук тряски штурвала                                                                                           | Звук тряски штурвала                                                                                 |
| 19:49:30 | 2П                                                             | Ah …. | Вот … (ругань).                                                                                      |
| 19:49:30 | КВС                                                            | Push forward.                                                                                                  | Толкай вперёд.                                                                                       |
| 19:49:31 | 2П                                                             | Goddd… …. | Господи-и-и… (ругань).                                                                               |
| 19:49:36 | КВС (внешняя связь)                                            | Emery seventeen, emergency.                                                                                    | Эмери семнадцать, терпим бедствие.                                                                   |
| 19:49:38 | 2П                                                             | Ahhh… …. | А-а-ах… (ругань).                                                                                    |
| 19:49:40 | ДИ                                                             | Emery seventeen, Sacramento departure, radar contact, say again?                                               | Эмери семнадцать, Сакраменто-отправление, контроль вторичный, повторите сообщение?                   |
| 19:49:40 | 2П                                                             | You steer. I'm pushing.                                                                                        | Ты управляешь креном. Я толкаю.                                                                      |
| 19:49:44 | КВС (внешняя связь)                                            | Emery seventeen, has an emergency.                                                                             | Эмери семнадцать, терпим бедствие.                                                                   |
| 19:49:44 | БИ                                                             | We're sinking. We're going down, guys.                                                                         | Мы идём вниз. Мы падаем, ребята.                                                                     |
| 19:49:46 | Возрастающий шум двигателей                                    | Возрастающий шум двигателей                                                                                    | Возрастающий шум двигателей                                                                          |
| 19:49:47 | Раздаётся механическое сообщение GPWS «WHOOP! WHOOP! PULL UP!» | Раздаётся механическое сообщение GPWS «WHOOP! WHOOP! PULL UP!»                                                 | Раздаётся механическое сообщение GPWS «WHOOP! WHOOP! PULL UP!»                                       |
| 19:49:46 | ДИ                                                             | Emery seventeen, go ahead.                                                                                     | Эмери семнадцать, приём.                                                                             |
| 19:49:47 | 2П                                                             | Power. | Режим.                                                                                               |
| 19:49:51 | 2П                                                             | …. | (ругань).                                                                                            |
| 19:49:52 | КВС                                                            | All right, all right… all right.                                                                               | Хорошо, хорошо… хорошо.                                                                              |
| 19:49:54 | 2П                                                             | Push. | От себя.                                                                                             |
| 19:49:54 | БИ                                                             | Okay so… we're going back up.                                                                                  | Хорошо так… мы снова в набор.                                                                        |
| 19:49:57 | БИ                                                             | There you go.                                                                                                  | Вот так.                                                                                             |
| 19:49:58 | КВС                                                            | Roll out. | Крен выводим.                                                                                        |
| 19:49:59 | Э                                                              | Roll out. | Выводим.                                                                                             |
| 19:50:04 | КВС (внешняя связь)                                            | Emery seventeen, extreme CG problem.                                                                           | Эмери семнадцать, проблема с запредельной центровкой.                                                |
| 19:50:06 | ДИ                                                             | Emery seventeen, roger.                                                                                        | Эмери семнадцать, понял.                                                                             |
| 19:50:07 | БИ                                                             | …. | (ругань).                                                                                            |
| 19:50:11 | КВС                                                            | Roll out to the right.                                                                                         | Выводи вправо.                                                                                       |
| 19:50:12 | 2П                                                             | Okay. | Хорошо.                                                                                              |
| 19:50:15 | 2П                                                             | Push. | Толкай.                                                                                              |
| 19:50:16 | Э                                                              | Push forward.                                                                                                  | Толкай вперёд.                                                                                       |
| 19:50:18 | 2П                                                             | Awww… | Ай-й-й…                                                                                              |
| 19:50:19 | 2П                                                             | …. | …(ругань).                                                                                           |
| 19:50:22 | Э                                                              | …. | (ругань).                                                                                            |
| 19:50:26 | БИ                                                             | You got the trim maxed?                                                                                        | У вас триммер упёрся в максимум?                                                                     |
| 19:50:28 | 2П                                                             | Power. | Режим.                                                                                               |
| 19:50:28 | БИ                                                             | More? | Больше?                                                                                              |
| 19:50:29 | 2П                                                             | Yeah. | Да.                                                                                                  |
| 19:50:32 | 2П                                                             | We're gonna have to land fast.                                                                                 | Нам нужно быстро приземлиться.                                                                       |
| 19:50:36 | КВС                                                            | Left turn. | Налево.                                                                                              |
| 19:50:36 | 2П                                                             | Okay. | Хорошо.                                                                                              |
| 19:50:37 | 2П                                                             | What I'm trying to do is make the airplane's position match the elevator. That's why I'm putting it in a bank. | Я пытаюсь совместить положение самолёта, согласно текущей установке руля высоты. Поэтому и даю крен. |
| 19:50:45 | КВС                                                            | All right. | Хорошо.                                                                                              |
| 19:50:45 | 2П                                                             | Okay. | Хорошо.                                                                                              |
| 19:50:46 | КВС                                                            | Left turn. | Левый разворот.                                                                                      |
| 19:50:46 | 2П                                                             | So we're gonna have to land it in like a turn.                                                                 | Итак, нам придётся садиться как бы с креном в развороте.                                             |
| 19:50:47 | КВС                                                            | Bring it around.                                                                                               | Заводи его на посадку.                                                                               |
| 19:50:48 | Звук тряски штурвала                                           | Звук тряски штурвала                                                                                           | Звук тряски штурвала                                                                                 |
| 19:50:49 | 2П                                                             | God… …. | Господи… (ругань).                                                                                   |
| 19:50:54 | 2П                                                             | You got the airport?                                                                                           | Ты видишь аэропорт?                                                                                  |
| 19:50:56 | КВС                                                            | Bring it around.                                                                                               | Заводи его.                                                                                          |
| 19:51:00 | 2П                                                             | Power. | Режим.                                                                                               |
| 19:51:07 | 2П                                                             | Power. | Режим.                                                                                               |
| 19:51:07 | 2П                                                             | Aww… …. | А-а-а… (ругань).                                                                                     |
| 19:51:08 | Э                                                              | … | (нрзб).                                                                                              |
| 19:51:08 | Звук удара                                                     | Звук удара | Звук удара                                                                                           |
| 19:51:09 | Конец записи                                                   | Конец записи                                                                                                   | Конец записи                                                                                         |

## Расследование
Расследование причин катастрофы рейса EB17 проводил Национальный совет по безопасности на транспорте (NTSB).
Окончательный отчёт расследования был опубликован в августе 2003 года.
Согласно отчёту, причиной катастрофы стал отказ триммера руля высоты. В ходе расследования выяснилось, что за несколько месяцев до катастрофы борт N8079U прошёл очередное плановое техобслуживание. Триммер руля высоты был разобран, очищен и снова собран. За ремонт отвечала компания «TTS» (штат Теннесси). Следователи NTSB не смогли установить, где были допущены ошибки при сборке руля высоты (в «TTS» или в Emery Worldwide), но было установлено, что один из авиамехаников, собиравших триммер, забыл привинтить гайки, которые не дают крепёжному болту отсоединиться.
Также было установлено, что крепёжный болт сдвинулся за 7 минут до посадки в Ранчо-Кордове, но пилоты благополучно посадили самолёт. Во время вылета аэродинамические силы привели к выпадению болта и блокировке триммера, которая привела к тому, что руль высоты застрял во взлётном режиме и из-за этого пилоты не смогли выровнять лайнер. Также из-за смещения крепёжного болта оказался заблокирован правый горизонтальный стабилизатор и из-за этого самолёт накренился влево.

## Культурные аспекты
Катастрофа рейса 017 Emery Worldwide показана в 18 сезоне канадского документального телесериала Расследования авиакатастроф в серии Болты и гайки.

### Комментарии
1. ↑  КВС заметил на своём авиагоризонте, что нос самолёта поднялся гораздо выше, чем следовало
2. ↑  Сразу же после отрыва от ВПП самолёт начал крениться влево